# Pons di Marsiglia
Pons di Marsiglia, o Poncius (nome di battesimo), detto il Vecchio o il Maggiore, o anche Pons de Fos (Arles, 910 – Provenza, 979), è stato probabilmente il primo dei visconti di Marsiglia e signore di Trets (Regno di Arles) dal 965 al 979.

## Biografia
Alla morte di Arlulfo di Marsiglia, verso il 964, vediamo mercanti greci insediarsi presso il porto di Marsiglia, e aprire negozi per il commercio della lana. Pons di Marsiglia, diventando signore di Marsiglia nel 967, eredita dunque una città impoverita, assediata come lo era per il suo predecessore. È inoltre imparentato con Arlulfo di Marsiglia per averne sposato la figlia, Belielde di Marsiglia. Tuttavia la scelta di uno dei suoi figli, Onorato di Marsiglia, come vescovo, e il matrimonio di un altro dei suoi figli, Guglielmo di Marsiglia, con la figlia del signore di Marsiglia, dimostra che lui dal 967 è un importante signore.
Pons di Marsiglia è il primo dei visconti di Marsiglia, qualificato come vice-comes in un documento del marzo del 965, nomina questa concessa come ricompensa per i servigi resi.
Pons il Vecchio viene citato nel 965 con il titolo di visconte a fianco del conte Bosone II d'Arles. All'epilogo dell'espulsione dei Saraceni dalla Provenza, Guglielmo I detto il Liberatore, gli offre una parte delle terre liberate, ricompensando anche un certo Pons de Fos, forse suo figlio.
Dopo il 972 ancora qualche incursione piratesca farà tremare le città del litorale, ma il teatro delle operazioni ormai tende a spostarsi verso la Spagna con la Reconquista e verso l'Oriente dove iniziano le crociate. Nel 979, gli succedette suo figlio, Guglielmo di Marsiglia, allorché l'altro suo figlio, Onorato di Marsiglia, (vescovo di Marsiglia dal 949 al 978) era già morto. Pons fu il primo ad avere il titolo di visconte di Marsiglia

## La famiglia
Da più fonti, Pons di Marsiglia risulta essere figlio d'Ison d'Arles e di una principessa lombarda della famiglia di Benevento. Fratello di Lamberto, del ramo dei signori di Reillanne, Pons di Marsiglia è il nipote dell'omonimo Pons, grande proprietario terriero ad Argence, i cui genitori sono Leibulfo di Provenza e Odda. È il nipote di Umberto, vescovo di Vaison-la-Romaine (911-933). Gli antenati di Pons sono anche loro signori di Baux, e in parte i suoi discendenti.
```
Leibulfo di Provenza
 (ca. 
750
-
835
)
  x 
Odda
 ?
  |
  | --> 
Leibulfo di Baux
 (metà del IX secolo)
[
5
]
.
        x ??
        |
        | --> 
Pons d'Arles
 (fine IX secolo)
              x Blismodis di Mâcon
              |
              | --> Umberto, 
vescovo di Vaison-la-Romaine
 (
890
-
933
)
                   |
              | --> 
Ison d'Arles
 (ca. 
890
-
942
),
                    x Principessa ? 
di Benevento

                    |
                    | -->  Lamberto Ursus signori di 
Reillanne

                    |     x Galburge di Benevento
                    |     |
                    |     | -->  
Signori di 
Reillanne

                    |
                    | -->  Pons di Marsiglia (ca. 
910
-
979
), detto il Vecchio o il Maggiore
                         x  (1) 
Giuditta di Bretagna
, figlia di 
Alano II di Bretagna

                         |
                         | --> 
Onorato di Marsiglia
(ca. 
930
-
978
), 
vescovo di Marsiglia

                         |
                         | --> 
Guglielmo di Marsiglia
 (ca. 
935
-
1004
)
                         |    x 
Bellilde
, figlia di 
Arlulfo di Marsiglia

                         |    |
                         |    | --> 
Visconti di Marsiglia

                         |
                         x  (2) 
Belletrude

                         |
                         | -->  (ipo.) 
Pons di Fos
 (ca. 
945
-
1025
)
                               x Profecta di Marignane, sorella di 
Pons di Marignane

                               |
                               | -->  
Signori di 
Fos

                               |
                               | -->  
(ipo.) 
Ugo di Baux
 (
981
-
1060
)
```

## Discendenza
Pons di Marsiglia è il capostipite della dinastia vicecomitale di Marsiglia. I discendenti di sua figlia saranno nel corso di più generazioni sia vescovi che visconti di Marsiglia. Possedevano allora un immenso dominio comprendente 21 comuni tra la Montagna di Sainte Victoire e La Ciotat, senza contare Marsiglia, Tolone e i possedimenti nella Provenza orientale. Viene chiamato anche Pons di Fos, visconte di Marsiglia, poiché è anche signore di Fos e visse gran parte della sua vita nel castello di Fos.
Si sposa con Giuditta di Bretagna figlia di Alano II di Bretagna, con la quale avrà i figli:
- Guglielmo di Marsiglia, sposato a Bellilde figlia di Arlulfo di Marsiglia,
- Onorato di Marsiglia, vescovo di Marsiglia.

Vedovo, Pons si risposa con Belletrude, da cui avrà il figlio:
Pons de Fos, il cui nome appare in una carta dell'abbazia di Saint-Victor (Bref de la Cadière), probabilmente di fine X secolo. In seguito all'espulsione dei saraceni dalla Provenza nel 972, tale Pons di Fos si vede attribuire dal conte di Provenza, (Guglielmo I) detto il Liberatore, una parte delle terre liberate, e precisamente la parte orientale della zona litorale del vescovato di Tolone. D'ora innanzi, i suoi discendenti, i signori di Fos, saranno anche signori di Hyères. È forse proprio Pons il Giovane il capostipite dei signori di Baux? I discendenti sono gli stessi e Pons di Marsiglia è anche chiamato nei documenti Pons maggiore, visconte di Marsiglia, .